# Teo Luzi
Teo Luzi (Cattolica, 14 novembre 1959) è un generale italiano dei Carabinieri; dal 16 gennaio 2021 al 15 novembre 2024 è stato comandante generale dell'Arma dei Carabinieri.

## Biografia

### Studi e formazione
Dopo aver frequentato il liceo scientifico "G. Marconi" di Pesaro, vincitore di concorso ha intrapreso la carriera militare nel 1978 frequentando il 160º corso dell'Accademia Militare di Modena; ha completato gli studi nella Scuola Ufficiali Carabinieri di Roma nel biennio 1980-1982. Ha frequentato il 117º corso superiore di stato maggiore presso la Scuola di guerra di Civitavecchia dell'Esercito e, nel 1994, il 1º corso ISSMI (Istituto superiore di stato maggiore interforze). Infine ha partecipato nel 2012 alla 64ª sessione ordinaria IASD (Istituto alti studi per la difesa).
Nel corso della sua carriera ha conseguito diversi titoli di studio accademici:
- laurea in scienze politiche presso l'Università degli Studi di Roma "La Sapienza" nel 1987;
- laurea in giurisprudenza presso l'Università degli Studi di Roma "La Sapienza" nel 1991;
- laurea in "scienze internazionali e diplomatiche" presso l'Università degli Studi di Trieste nel 2004;
- Master di 2º livello in "scienze strategiche" presso l'Università degli Studi di Torino nel 2005;
- Master di 2º livello in "strategia globale e sicurezza" presso l'Università degli Studi di Roma "La Sapienza" nel 2013.[1]

È stato direttore della rivista Il Carabiniere. 

### Carriera militare
Con il grado di capitano è stato comandante della compagnia Carabinieri "Roma-Centro" (1984-1992). Ha assolto vari incarichi all'estero tra cui quello di capo di stato maggiore presso la "Multinational Specialized Unit" (MSU) in Bosnia ed Erzegovina (1998-1999) e capo team dell'"advanced party" MSU in Kosovo. Da tenente colonnello ha guidato il comando provinciale Carabinieri di Savona (2001-2003).
Promosso colonnello ha assolto vari incarichi di stato maggiore presso il comando generale.
Dal 2004 al 2006 è stato responsabile per il ministro dell'interno di progetti tecnologici del programma operativo nazionale, finanziati per un valore di 40 milioni di euro dell'Unione europea. Dal 2007 al 2012 è stato comandante provinciale di Palermo, dove ha coordinato l'operazione Perseo, che portò all'arresto di oltre 100 persone, tra cui molti mafiosi in posizione apicale, ordinato dalla procura distrettuale antimafia, ed al sequestro giudiziario di beni per un valore complessivo superiore ai 500 milioni di euro. Successivamente è stato capo del VI reparto del Comando generale dell'Arma dei Carabinieri quale responsabile finanziario (6 miliardi di € l'anno) e poi capo del IV reparto quale titolare della logistica.
Promosso generale di divisione, dal gennaio 2016 al settembre 2018 ha assolto l'incarico di comandante della Legione Carabinieri Lombardia, dando forte impulso alla repressione delle frodi e del riciclaggio.
Il 6 settembre 2018 è nominato capo di stato maggiore dell'Arma dei Carabinieri. A far data dal 1º gennaio 2020 è promosso generale di corpo d'armata.
Nominato dal Consiglio dei ministri comandante generale dell'Arma dei Carabinieri il 23 dicembre 2020, è entrato in carica il 16 gennaio 2021.
È membro di diritto, in ambito Ministero dell'interno, del comitato nazionale per l'ordine e la sicurezza pubblica e del consiglio generale per la lotta alla criminalità organizzata, e, in ambito difesa, del comitato dei capi di stato maggiore delle forze armate.
Dal 1º gennaio 2023, nell'ambito dell'annuale presidenza di turno di Eurogenfor, ha assunto, in rappresentanza della difesa, la Chairmanship italiana in seno al Comitato Interministeriale di Alto Livello (CIMIN).
In data 25 ottobre 2023 ha assunto la presidenza annuale dell'Associazione Internazionale delle 21 Gendarmerie e Forze di Polizia a Status Militare (FIEP).
Accademico emerito dell'Accademia italiana di scienze forestali di Firenze, ha dato forte impulso alle attività espletate dai carabinieri a salvaguardia dell'ambiente, promuovendo collaborazioni interistituzionali, in particolare con l'ONU e le relative agenzie.
È stato Direttore Editoriale del mensile "Il Carabiniere" e della rivista bimestrale "#Natura" nonché Presidente del Consiglio di Amministrazione della Cassa Ufficiali, del Fondo Assistenza previdenza e premi nonché dell’Ente Editoriale dell’Arma Carabinieri.
Durante il suo mandato il ROS ha catturato il latitante presunto "stragista" di Cosa nostra Matteo Messina Denaro, ricercato da oltre 30 anni. Cessa dal mandato di comandante generale dell'Arma dei Carabinieri il 15 novembre 2024, sostituito dal gen. Salvatore Luongo.

## Riconoscimenti
- “Menorah d'oro” all'Arma dei Carabinieri da parte dell'associazione B'nai B'rith, per aver favorito il dialogo sociale (ottobre 2021).
- “Premio nazionale Paolo Borsellino” all'Arma dei Carabinieri, per la promozione della legalità in ambito sociale (ottobre 2021).
- “Guidarello” ad honorem, premio per il giornalismo d'autore organizzato da Confindustria Romagna, per l'impegno straordinario dell'Arma dei Carabinieri nell'affrontare su molteplici versanti l'emergenza sanitaria della pandemia da Covid-19 (novembre 2021).[6]
- “Sine Cura” da parte dell'Università Campus Bio-Medico di Roma, per i meriti conseguiti nel campo della sicurezza nazionale (marzo 2022).
- “Premio Antonio Catricalà” da parte dell'omonima associazione costituita in onore del giurista ed ex-presidente dell'Autorità garante della concorrenza e del mercato, quale esempio di “civil servant” (agosto 2022).
- “Lôm d'or” della Rubiconia Accademia dei Filopatridi, dedicato ai romagnoli illustri, conferito per la divulgazione della cultura militare italiana (marzo 2024).[7]
- “Onda d'oro” da parte del liceo scientifico, musicale e coreutico “Marconi” di Pesaro, quale riconoscimento riservato agli ex allievi che hanno eccezionalmente valorizzato l'Istituto con la propria carriera (maggio 2024).
- “Premio Guido Carli” da parte dell'omonima fondazione, per la lotta alla criminalità, la cura del territorio e dell'ambiente (maggio 2024).